# Jessica Rothe

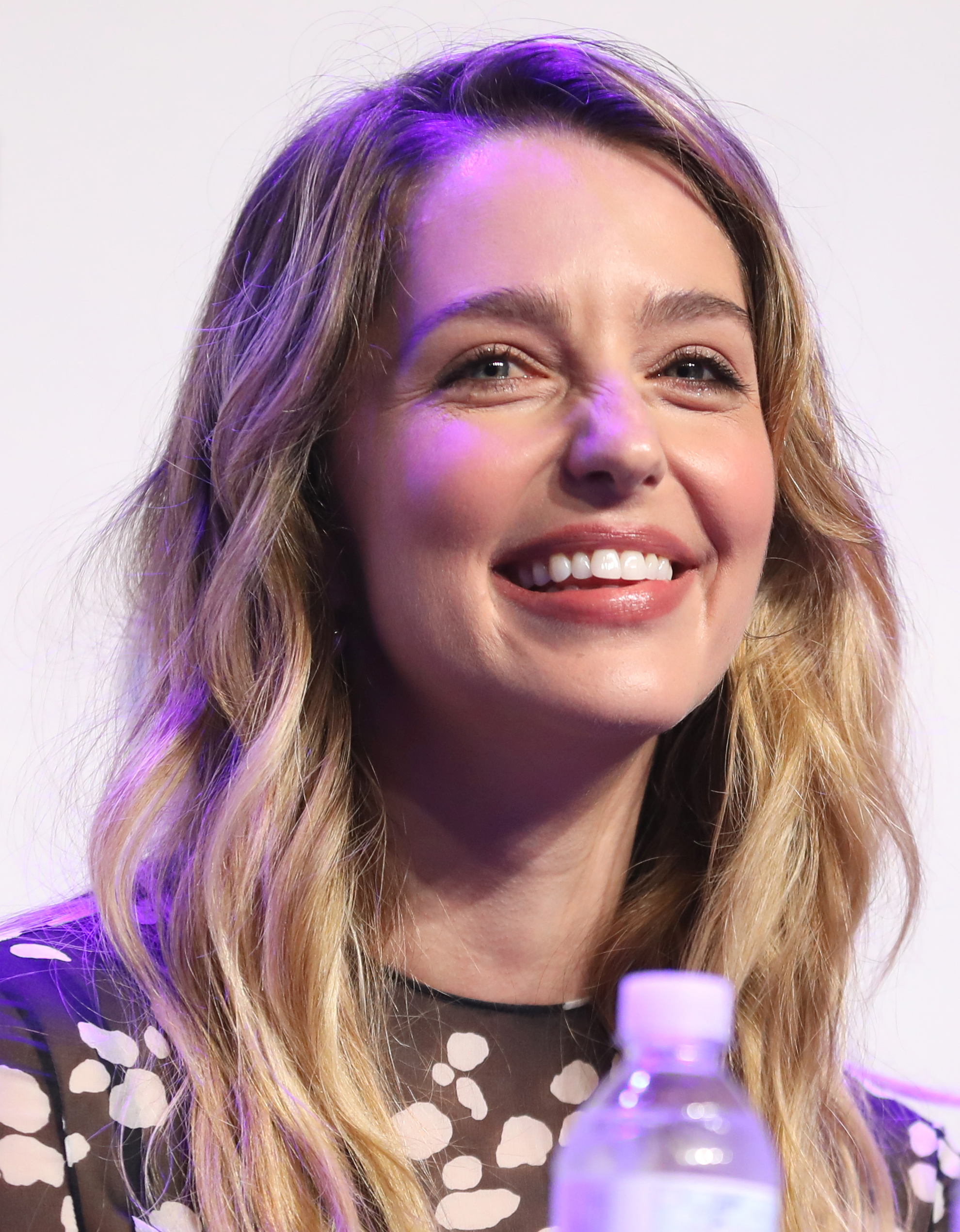
Jessica Rothe (2024)

Jessica Rothe (* 28. Mai 1987 in Denver, Colorado als Jessica Anne Rothenberg) ist eine US-amerikanische Schauspielerin.

## Leben und Karriere
Jessica Rothe wurde als Tochter von Steven und Susan Rothenberg als Jessica Anne Rothenberg geboren. Bereits ihre Großmutter Coleen Rothenberg (1936–2017) war als Theaterschauspielerin aktiv. Neben ihrem Sohn Steven hatte Coleen Rothenberg auch noch eine Tochter, Karly Rothenberg (* 1962), die seit den 1980er Jahren als Schauspielerin in Film und Fernsehen zum Einsatz kommt. Jessica Rothenberg begann im Alter von acht Jahren mit Ballettunterricht. Noch im Kindesalter nahm sie an Sommerschauspielcamps teil und war Mitglied bei einer Theatergruppe. Nach dem Abschluss von der Cheery Creek High School in Greenwood Village, Colorado, begann sie ein Schauspielstudium an der Boston University. An ebendieser war sie an diversen Theaterstücken beteiligt und übernahm die Rollen der Julia in Romeo und Julia, der Belle in Die Schöne und das Biest oder der Anya in Anton Pawlowitsch Tschechows Der Kirschgarten. Hier kam sie unter anderem am Bostoner Huntington Theatre an der Seite von Routiniers wie Kate Burton oder Dick Latessa zum Einsatz. Während ihrer Studienzeit lernte sie auch das Violinenspiel und den Stepptanz. Nach ihrem Abschluss mit einem Bachelor of Fine Arts im Jahre 2009 konzentrierte sich Rothenberg intensiv auf ihre Schauspielkarriere.
Nach Auftritten im Hangar Theatre in Ithaca, New York, kam sie schon bald darauf zu ihrem ersten nennenswerten Filmauftritt. Im Independent-Film The Art of Loving war sie in einer kleinen Nebenrolle zu sehen und erhielt daraufhin diverse Angebote für Fernsehrollen. Im Jahre 2010 gab die daraufhin ihr Fernsehdebüt, als sie in einer Episode von America’s Most Wanted mitwirkte. Auch um das Jahr 2011, zu Beginn ihrer Film- und Fernsehkarriere, kam sie noch regelmäßig zu Theaterauftritten. In den Jahren 2011 und 2012 kam sie zudem in international ausgestrahlten Produktionen zum Einsatz und war in diesen Jahren unter anderem in jeweils einer Episode von Onion News Network, Happy Endings oder Gossip Girl zu sehen und hatte einen Auftritt im Fernsehspecial zu den Teen Choice Awards 2011. Im Jahre 2013 kam sie ihr Kurzfilmdebüt als Maya in Promised Land, wo sie an der Seite von Noah Galvin und Nick Sandow und unter der Regie von Joe Turner Lin zum Einsatz kam. Promised Land war dabei Teil einer Anthologie mit dem Titel Future States. Weiters kam sie in diesem Jahr zu zahlreichen Cameo- und Kurzauftritten in Film und Fernsehen und hatte mitunter Auftritte in jeweils einer Folge von Blue Bloods – Crime Scene New York oder High Maintenance. Unter der Regie von Maggie Greenwald spielte sie in diesem Jahr auch im Fantasyfilm The Last Keepers mit und war dabei in der Rolle der Jessica zu sehen. Weitere Filmauftritte in diesem Jahr hatte sie unter anderem als Millie Rash in The Hot Flashes, als Samantha the Devil in Bastards of Young oder als Jules in Jack, Jules, Esther and Me. 2014 hatte sie eine wiederkehrende Rolle als Stepanie in der Webserie Next Time on Lonny, in der sie in sechs Episoden mitwirkte und noch im gleichen Jahr mit der Hauptbesetzung der Serie für ihr Engagement für einen Streamy Award in der Kategorie „Best Ensemble Cast in a Web Series“ nominiert wurde. Ebenfalls in diesem Jahr spielte sie im Kurzfilm Dissocia des New Yorker Fotografen und Filmemacher Kyle Waszkelewicz mit.
Nachdem sie es im Jahre 2014 noch zu verhältnismäßig wenigen Auftritten gebracht hatte, kam der internationale Durchbruch ab dem Jahr 2015. Ihre Darstellung der Lily in Lily & Kat (mit Hannah Murray als Kat) wurde vom Publikum und den Kritikern gleichermaßen wertgeschätzt. Zudem war dies ihre erste wesentliche Hauptrolle ihrer bisherigen Film- und Fernsehkarriere. Eine weitere signifikante Rolle hatte sie in diesem Jahr in Parallels – Reise in neue Welten, in der sie den Charakter Beatrix Carver darstellte. Die Rolle prägte auch ihre nachfolgenden Engagements, die sich vielmals im Thriller- bzw. Crime-Genre bewegten. In Joseph Castelos The Preppie Connection sah man sie 2015 zudem in der nicht unwesentlichen Rolle der Laura. Speziell im darauffolgenden Jahr 2016 kam sie in diversen Filmproduktionen zum Einsatz, darunter einige Independent-Filme und andere kleinere Produktionen wie Juveniles, Trust Fund, Wolves, The Tribe, L’estate addosso oder Better Off Single. Dabei war sie zumeist in einer der Hauptrollen zu sehen. Weiters kam sie in diesem Jahr in allen zehn Episoden der MTV-Serie Mary + Jane zum Einsatz und mimte den Hauptcharakter Paige. In Chicago P.D. wirkte sie in diesem Jahr ebenfalls in einer Folge mit; in der deutschsprachigen Synchronfassung dieser Folge lieh ihr Susanne Geier die Stimme. Zu ihrem internationalen Durchbruch trug vor allem auch ihre Rolle der Alexis im sechsfach oscarprämierten Filmmusical La La Land bei. Für diese Darstellung wurde sie mit der restlichen Hauptbesetzung des Films für einen Gold Derby Award in der Kategorie „Ensemble Cast“ nominiert. In der deutschsprachigen Synchronfassung des Films wird ihr Charakter von Anna Gamburg gesprochen.
2017 spielte Rothe, so der selbstgewählte Künstlernamen Rothenbergs, neben Bates Wilder und Forrest Weber eine Hauptrolle in Andrew Kightlingers Filmdrama Tater Tot & Patton. Zu ihrem maßgeblichen Durchbruch trug auch der Slasher-Film Happy Deathday, eine Mischung aus Und täglich grüßt das Murmeltier und Scream, bei. Als Tree Gelbman ist sie dabei in der Hauptrolle zu sehen. Ihre deutsche Stimme bei dieser Produktion ist Kaya Marie Möller. An der Seite von Dakota Fanning oder Toni Collette war sie in diesem Jahr zudem in Please Stand By zu sehen. 2018 erschien das romantische Drama Forever My Girl in dem sie an der Seite von Alex Roe die weibliche Hauptrolle spielt.

## Filmografie (Auswahl)
- 2010: America’s Most Wanted (Fernsehshow, eine Episode)
- 2011: Onion News Network (Webserie, eine Episode)
- 2011: Fernsehspecial zu den Teen Choice Awards 2011
- 2011: Happy Endings (Fernsehserie, eine Episode)
- 2012: Gossip Girl (Fernsehserie, eine Episode)
- 2013: Blue Bloods – Crime Scene New York (Blue Bloods, Fernsehserie, eine Episode)
- 2013: Promised Land (Kurzfilm)
- 2013: High Maintenance (Fernsehserie, eine Episode)
- 2013: The Last Keepers
- 2013: The Hot Flashes
- 2013: Bastards of Young
- 2013: Jack, Jules, Esther and Me
- 2014: Next Time on Lonny (Fernsehserie, 6 Episoden)
- 2014: Dissocia (Kurzfilm)
- 2015: Lily & Kat
- 2015: Parallels – Reise in neue Welten (Parallels)
- 2015: The Preppie Connection
- 2016: Juveniles
- 2016: Trust Fund
- 2016: Chicago P.D. (Fernsehserie, eine Episode)
- 2016: Wolves
- 2016: The Tribe
- 2016: La La Land
- 2016: L’estate addosso
- 2016: Better Off Single
- 2016: Mary + Jane (Fernsehserie, alle 10 Episoden)
- 2017: Tater Tot & Patton
- 2017: Happy Deathday
- 2017: Please Stand By
- 2018: Forever My Girl
- 2018: Juveniles
- 2019: Happy Deathday 2U (Happy Death Day 2U)
- 2020: Valley Girl
- 2020: Utopia (Fernsehserie)
- 2020: All my Life – Liebe, als gäbe es kein Morgen (All My Life)
- 2021: Body Brokers
- 2023: Boy Kills World
- 2024: Virgin River (Netflix)

## Nominierungen und Auszeichnungen
Nominierungen
- 2014: Streamy Award in der Kategorie „Best Ensemble Cast in a Web Series“ für Next Time on Lonny
- 2017: Gold Derby Award in der Kategorie „Ensemble Cast“ für La La Land